# Wereldkampioenschappen openwaterzwemmen 2025 – 3 kilometer knock-out sprints vrouwen
De 3 kilometer knock-out sprints voor vrouwen tijdens de wereldkampioenschappen openwaterzwemmen 2025 vond plaats op 19 juli 2025 bij Palawan Beach, Sentosa, Singapore. 
Dit onderdeel is dit jaar voor het eerst opgenomen in het wereldkampioenschappen openwaterzwemmen. Het is hierbij de bedoeling dat de deelnemers in korte tijd drie keer achter elkaar racen. De eerste ronde wordt een afstand van 1,5 km gezwommen, de tweede ronde 1 km en in de slotronde wordt 0,5 km afgelegd. Bij elke ronde gaan alleen de beste tien per serie door naar de volgende ronde.

## Series
Serie 1
| Rang | Naam                      | Land                | Tijd    | Opm. |
| ---- | ------------------------- | ------------------- | ------- | ---- |
| 1    | Ginevra Taddeucci         | Italië              | 18.09,7 | Q    |
| 2    | Ichika Kajimoto           | Japan               | 18.09,9 | Q    |
| 3    | Isabel Marie Gose         | Duitsland           | 18.11,4 | Q    |
| 4    | Moesha Johnson            | Australië           | 18.11,7 | Q    |
| 5    | Lisa Pou                  | Monaco              | 18.13,2 | Q    |
| 6    | Tayla Martin              | Australië           | 18.13,6 | Q    |
| 7    | Ana Marcela Cunha         | Brazilië            | 18.14,5 | Q    |
| 8    | Viviane Jungblut          | Brazilië            | 18.14,7 | Q    |
| 9    | Margarita Ershova         | Neutrale deelnemers | 18.15,1 | Q    |
| 10   | Lea Boy                   | Duitsland           | 18.15,2 | Q    |
| 11   | Julie Pleskotová          | Tsjechië            | 18.16,3 |      |
| 12   | Paula Otero               | Spanje              | 18.18,7 |      |
| 13   | Louna Kasvio              | Finland             | 18.18,8 |      |
| 14   | Mariya Fedotova           | Kazachstan          | 18.21,0 |      |
| 15   | Sharon Guerrero           | Mexico              | 18.25,5 |      |
| 16   | Candela Giordanino        | Argentinië          | 18.30,3 |      |
| 17   | Janka Juhász              | Hongarije           | 18.56,4 |      |
| 18   | Nip Tsz Yin               | Hongkong            | 19.02,9 |      |
| 19   | Cheng Hanyu               | China               | 19.14,3 |      |
| 20   | Lin Jia-shien             | Chinees Taipei      | 19.14,6 |      |
| 21   | Hwang Ji-yeon             | Zuid-Korea          | 19.19,8 |      |
| 22   | Pilar Cañedo              | Uruguay             | 19.20,8 |      |
| 23   | Selinnur Sade             | Turkije             | 19.23,5 |      |
| 24   | Wang Yi-chen              | Chinees Taipei      | 19.33,1 |      |
| 25   | Diksha Sandip Yadav       | India               | 20.02,0 |      |
| 26   | Reza Westerduin           | Namibië             | 20.29,4 |      |
| 27   | Alondra Quiles            | Puerto Rico         | 20.29,5 |      |
| 28   | Meenakshi Gopakumar Menon | India               | 20.39,4 |      |
| 29   | Susie Worsfold            | Zimbabwe            | 22.42,9 |      |
| –    | María Fernanda Arellanos  | Peru                | DNS     | DNS  |

Serie 2
| Rang | Naam                | Land                   | Tijd    | Opm. |
| ---- | ------------------- | ---------------------- | ------- | ---- |
| 1    | Kseniia Misharina   | Neutrale deelnemers    | 18.33,3 | Q    |
| 2    | Bettina Fábián      | Hongarije              | 18.34,7 | Q    |
| 3    | Clémence Coccordano | Frankrijk              | 18.35,5 | Q    |
| 4    | Ángela Martínez     | Spanje                 | 18.35,6 | Q    |
| 5    | Caroline Jouisse    | Frankrijk              | 18.35,8 | Q    |
| 6    | Antonietta Cesarano | Italië                 | 18.36,0 | Q    |
| 7    | Mariah Denigan      | Verenigde Staten       | 18.36,4 | Q    |
| 8    | Callan Lotter       | Zuid-Afrika            | 18.36,4 | Q    |
| 9    | Klaudia Tarasiewicz | Polen                  | 18.36,7 | Q    |
| 10   | Georgia Makri       | Griekenland            | 18.36,8 | Q    |
| 11   | Tian Muran          | China                  | 18.38,9 |      |
| 12   | Alena Benešová      | Tsjechië               | 18.39,2 |      |
| 13   | Brinkleigh Hansen   | Verenigde Staten       | 18.39,2 |      |
| 14   | Špela Perše         | Slovenië               | 18.39,3 |      |
| 15   | Chantal Liew        | Singapore              | 18.42,0 |      |
| 16   | Emma Finlin         | Canada                 | 18.42,0 |      |
| 17   | Leonie Tenzer       | Finland                | 18.45,6 |      |
| 18   | Su İnal             | Turkije                | 19.12,2 |      |
| 19   | Nikita Lam          | Hongkong               | 19.23,4 |      |
| 20   | Citlali Mora        | Mexico                 | 19.25,6 |      |
| 21   | Amica de Jager      | Zuid-Afrika            | 19.26,4 |      |
| 22   | Kate Ona            | Singapore              | 20.01,5 |      |
| 23   | Kim Sue-ah          | Zuid-Korea             | 20.07,5 |      |
| 24   | Darya Pushko        | Kazachstan             | 20.08,7 |      |
| 25   | Madison Bergh       | Namibië                | 20.31,5 |      |
| 26   | Cielo Peralta       | Paraguay               | 20.32,0 |      |
| 27   | Isabella Hernández  | Dominicaanse Republiek | 20.33,3 |      |
| 28   | Sera Mawira         | Kenia                  | 26.21,0 |      |
| –    | Victoria Okumu      | Kenia                  | DNS     | DNS  |

### Halve finale
| Rang | Naam                | Land                | Tijd    | Opm. |
| ---- | ------------------- | ------------------- | ------- | ---- |
| 1    | Moesha Johnson      | Australië           | 12.09,6 | Q    |
| 2    | Ichika Kajimoto     | Japan               | 12.09,7 | Q    |
| 3    | Ginevra Taddeucci   | Italië              | 12.10,0 | Q    |
| 4    | Isabel Marie Gose   | Duitsland           | 12.10,0 | Q    |
| 5    | Ángela Martínez     | Spanje              | 12.10,5 | Q    |
| 6    | Margarita Ershova   | Neutrale deelnemers | 12.10,9 | Q    |
| 7    | Kseniia Misharina   | Neutrale deelnemers | 12.11,1 | Q    |
| 8    | Bettina Fábián      | Hongarije           | 12.11,3 | Q    |
| 9    | Lisa Pou            | Monaco              | 12.11,7 | Q    |
| 9    | Lea Boy             | Duitsland           | 12.11,7 | Q    |
| 11   | Clémence Coccordano | Frankrijk           | 12.13,1 |      |
| 12   | Viviane Jungblut    | Brazilië            | 12.16,3 |      |
| 13   | Antonietta Cesarano | Italië              | 12.18,1 |      |
| 14   | Klaudia Tarasiewicz | Polen               | 12.18,2 |      |
| 15   | Ana Marcela Cunha   | Brazilië            | 12.18,5 |      |
| 16   | Callan Lotter       | Zuid-Afrika         | 12.21,6 |      |
| 17   | Mariah Denigan      | Verenigde Staten    | 12.21,9 |      |
| 18   | Caroline Jouisse    | Frankrijk           | 12.23,7 |      |
| 19   | Georgia Makri       | Griekenland         | 12.23,8 |      |
| 20   | Tayla Martin        | Australië           | 12.28,5 |      |

### Finale
| Rang   | Naam              | Land                | Tijd   |
| ------ | ----------------- | ------------------- | ------ |
| Goud   | Ichika Kajimoto   | Japan               | 6.19,9 |
| Zilver | Ginevra Taddeucci | Italië              | 6.21,9 |
| Brons  | Moesha Johnson    | Australië           | 6.23,1 |
| Brons  | Bettina Fábián    | Hongarije           | 6.23,1 |
| 5      | Isabel Marie Gose | Duitsland           | 6.23,3 |
| 5      | Lea Boy           | Duitsland           | 6.23,3 |
| 7      | Lisa Pou          | Monaco              | 6.25,1 |
| 8      | Margarita Ershova | Neutrale deelnemers | 6.26,9 |
| 9      | Ángela Martínez   | Spanje              | 6.28,1 |
| 10     | Kseniia Misharina | Neutrale deelnemers | 6.30,3 |